# Reserva natural de la defensa Ascochinga
La reserva natural de la defensa Ascochinga es una de las áreas protegidas desarrolladas en terrenos militares de Argentina.

## Geografía de la reserva
Posee 3389 ha y está ubicada a 30°58′4.08″S 64°17′27.24″O / -30.9678000, -64.2909000 en el faldeo este y norte del cordón de las sierras Chicas, al noroeste de la provincia de Córdoba en la pedanía San Vicente del departamento Colón y dentro del municipio de La Granja. Está administrada en conjunto por la Fuerza Aérea Argentina y por la Administración de Parques Nacionales.
El área pertenece a la ecorregión del bosque chaqueño serrano y dada la escasez de agua de la región, la reserva natural contribuye con la regulación hídrica y la protección de las cabeceras de la cuenca del río Guanusacate (Jesús María).
Entre las especies arbóreas que se encuentran en la reserva está el espinillo, el chañar y el garabato hembra.

## Historia
El nombre Ascochinga, que designa a la pequeña localidad ubicada en las inmediaciones, proviene de la lengua de los comechingones que habitaron la región hasta el siglo XVIII y significaría perro perdido. El área fue también parte de las estancias jesuíticas hasta 1768. 
La Estación Climatérica Ascochinga fue un sanatorio para los enfermos de tuberculosis ubicada en terrenos de la reserva. El área fue luego empleada como Complejo Turístico Ascochinga, incluyendo un campo de golf y un hotel concesionados por la Fuerza Aérea.

## Reservas naturales de la defensa
La posibilidad de que los territorios asignados a las Fuerzas Armadas argentinas pudieran tener paralelamente una misión en la protección del patrimonio biológico ha sido un anhelo de la comunidad conservacionista de ese país durante décadas. Gestiones de varias ONG permitieron acercar posiciones y el 14 de mayo de 2007 se firmó el Convenio Marco de Cooperación entre el Ministerio de Defensa y la Administración de Parques Nacionales, por el cual se crearon las reservas naturales de la defensa. Este acuerdo permite declarar Espacio de Interés para la Conservación de la Biodiversidad (ENIC) a los territorios de las fuerzas armadas que poseen interés conservacionista, espacios naturales que pasan a ser administrados de forma conjunta por ambas jurisdicciones. Para cada reserva se deben constituir comités locales de gestión. Hasta que no se lo indique en el Plan Rector, las visitas del público en general están vedadas.

## Creación de la reserva
La reserva natural de la defensa Ascochinga fue creada el 9 de diciembre de 2014 mediante el protocolo adicional n.º 10 al Convenio Marco de Cooperación entre el Ministerio de Defensa y la Administración de Parques Nacionales en el predio conocido como Complejo Turístico Ascochinga. El artículo 2 del protocolo adicional establece que ambas partes deben establecer en la reserva una zonificación que contemple las actividades militares y los objetivos de conservación de recursos naturales y culturales. Deben también constituir un comité ejecutivo local y un plan de manejo. La constitución de la reserva no altera las actividades recreativas que se realizan en el complejo turístico que incluye, pero sí serán reglamentadas.
El 13 de mayo de 2015 se reunió el Comité Ejecutivo del Convenio Marco de Cooperación entre Administración de Parques Nacionales y el Ministerio de Defensa y se creó el Comité de Gestión Local de la reserva de la defensa Ascochinga. Este comité tiene a su cargo determinar las acciones y gestiones de la reserva.